# Euchaetis schlechteri
Euchaetis schlechteri är en vinruteväxtart som beskrevs av Schinz. Euchaetis schlechteri ingår i släktet Euchaetis och familjen vinruteväxter. Inga underarter finns listade i Catalogue of Life.